# 巴加巴格島
巴加巴格島是巴布亞新幾內亞的火山島，位於太平洋海域，距離首府馬當62公里，由馬當省負責管轄，長7.5公里、寬6.8公里，面積37平方公里，最高點海拔高度600米。
4°48′00″S 146°13′59″E / 4.8°S 146.233°E